# Quảng Lâm, Cao Bằng
Quảng Lâm là một xã thuộc tỉnh Cao Bằng, Việt Nam.

## Địa lý
Quảng Lâm là xã cực tây của huyện Bảo Lâm, có hình dạng kéo dài theo chiều đông - tây và có vị trí địa lý:
- Phía đông giáp thị trấn Pác Miầu
- Phía tây và phía nam giáp tỉnh Hà Giang
- Phía bắc giáp xã Nam Quang và xã Thạch Lâm.

Xã Quảng Lâm có diện tích 79,96 km², dân số năm 2019 là 5.892 người, mật độ dân số đạt 74 người/km².
Trên địa bàn xã có núi Mã Lùng cao 1.776 m ở ranh giới với tỉnh Hà Giang. Xã có suối Cốc Pục, suối Tổng Ngắng và dòng chính của sông Gâm chảy trên địa phận.

## Hành chính
Xã Quảng Lâm được chia thành 10 xóm: Cốc Lùng, Nà Luông, Bản Nà, Nà Đon, Nà Kiểng, Nậm Moòng, Phiêng Mường, Phiêng Phát, Tổng Chảo, Tổng Ngoảng.

## Lịch sử
Sau năm 1975, Quảng Lâm là một xã thuộc huyện Bảo Lạc.
Ngày 25 tháng 9 năm 2000, Chính phủ ban hành Nghị định số 52/2000/NĐ-CP về việc điều chỉnh xã Quảng Lâm thuộc huyện Bảo Lạc chuyển sang trực thuộc huyện Bảo Lâm mới thành lập.
Ngày 27 tháng 10 năm 2006, Chính phủ ban hành Nghị định số 125/2006/NĐ-CP về việc:
- Thành lập xã Thạch Lâm trên cơ sở điều chỉnh 8.774 ha diện tích tự nhiên và 3.897 nhân khẩu của xã Quảng Lâm
- Điều chỉnh 8.774 ha diện tích tự nhiên và 3.897 người của xã Quảng Lâm để thành lập xã Thạch Lâm
- Điều chỉnh 1.800 ha diện tích tự nhiên và 653 người của xã Mông Ân về xã Quảng Lâm quản lý.

Sau khi điều chỉnh, xã Quảng Lâm có 8.720 ha diện tích tự nhiên và 6.452 người.